# Paruline à face rouge
Cardellina rubrifrons
Espèce
Statut de conservation UICN

 LC  : Préoccupation mineure
La Paruline à face rouge (Cardellina rubrifrons) est une espèce de passereaux appartenant à la famille des Parulidae.

## Distribution
La Paruline à face rouge niche dans le sud-ouest des États-Unis et le nord du Mexique. Elle hiverne du centre du Mexique jusqu'au Honduras.

## Habitat
Cette paruline se reproduit dans les associations de pins et de chênes, les forêts d'épicéas et de sapins entre 2 000 m et 3 000 m d'altitude. Elle manifeste une préférence pour les canyons et les versants abruptes où se mêlent le chêne, le Peuplier faux-tremble et Acer grandidentatum en présence de quelques épicéas ou sapins. En hiver, elle fréquente les associations de pins et de chênes, les forêts montagneuses humides, les forêts de nuage et les forêts riveraines entre 1 300 m et 3 000 m d'altitude.

## Répartition

zone de nidification
résident permanent
non nicheur